# Naissance en 1948
Naissance
- 1944
- 1945
- 1946
- 1947
- 1948
- 1949
- 1950
- 1951
- 1952

Les naissances en 1948 concernent les personnalités nées entre le 1er janvier et le 31 décembre 1948.

## Janvier
- 1er janvier :
  - Alain Afflelou, homme d'affaires français.
  - Louis Chedid, chanteur français.
  - Amadou Ousmane, journaliste et écrivain nigérien († 2018).
  - Dick Quax, athlète néo-zélandais spécialiste des courses de fond († 2018).
  - Ismael Zambada García, baron de la drogue mexicain.
- 2 janvier :
  - Leo Duyndam, coureur cycliste néerlandais († 26 juillet 1990).
  - Deborah Watling, actrice britannique († 21 juillet 2017).
  - Malik , auteur de bande dessinée (†11 décembre 2020)
- 4 janvier : 
  - Patrice Alexsandre acteur et metteur en scène français († 1998).
  - Alain Le Ninèze, auteur français
- 5 janvier :
  - Jean-François Beltramini, footballeur français († 27 août 2014).
  - Frantisek Vaclav Lobkowicz, évêque catholique tchécoslovaque puis tchèque († 2022).
- 6 janvier :
  - Addai II de Bagdad, primat de l'Ancienne Église de l'Orient irakien († 2022).
  - Guy Gardner, astronaute américain.
  - Hilarion, sixième primat de l'Église orthodoxe russe hors-frontières († 2022).
- 9 janvier :
  - Susana Dosamantes, actrice mexicaine († 2022).
  - Pierre-Philippe Pasqua, homme politique français († 2015).
  - Hervé-René Martin, auteur français
- 10 janvier :
  - Jean-Loup Rivière, dramaturge et théoricien français du théâtre († 23 novembre 2018).
  - Bernard Thévenet, coureur cycliste français.
- 11 janvier :
  - Larry Harvey, artiste américain († 2018).
  - Evelyn Konou, femme politique marshallaise († 1er décembre 2020).
  - Luzia Inglês Van-Dúnem, femme politique angolaise.
- 14 janvier :
  - Carl Weathers, acteur américain († 1er février 2024).
  - Bernard Carton, homme politique français († 2022).
  - Lisbeth Korsmo, patineuse de vitesse et coureuse cycliste norvégienne († 2017).
- 16 janvier :
  - John Carpenter, réalisateur, scénariste, monteur, compositeur et producteur américain.
  - Kellye Nakahara, actrice et peintre américaine († 16 février 2020).
  - Anatoli Soloviov, cosmonaute russe.
- 17 janvier : Anne Queffélec, pianiste française.
- 18 janvier : Valeri Iardy, coureur cycliste soviétique († 1994).
- 20 janvier : Jerry Lynn Ross, astronaute américain.
- 21 janvier : Gérard Chambre, acteur, chanteur et metteur en scène français.
- 23 janvier : Anita Pointer, chanteuse américaine († 31 décembre 2022).
- 25 janvier : Khalifa ben Zayed Al Nahyane, président des Émirats arabes unis († 2022).
- 26 janvier : Gonzague Saint Bris, écrivain et journaliste français († 2017).
- 27 janvier : Mikhaïl Barychnikov, danseur et chorégraphe américain.
- 28 janvier :
  - Ilkka Kanerva, homme politique finlandais († 2022).
  - Yi Kyoung-ja, auteure sud-coréenne.
- 29 janvier :
  - Mamoru Mohri, spationaute japonais.
  - Gérard Vandenbroucke, homme politique français († 15 février 2019).

## Février
- 1er février : Waltraud Kretzschmar, handballeuse allemande († 2018).
- 2 février :
  - Marc Francina, homme politique français († 26 octobre 2018).
  - Claude Le Péron, bassiste français († 24 juin 2020).
  - Tōru Eguchi, physicien théorique japonais († 30 janvier 2019).
- 3 février : Henning Mankell, écrivain suédois († 5 octobre 2015).
- 4 février : 
  - Alice Cooper, chanteur heavy metal.
  - Simone Collet, poétesse vaudoise.
  - Henry Joseph, auteur américain.
  - Didier Notheaux, joueur et entraîneur de football français († 2021).
  - Tamás Wichmann, céiste hongrois pratiquant la course en ligne († 12 février 2020).
- 5 février :
  - Marie-Pierre Castel et Catherine Castel, actrices françaises († 2013).
  - Giovanni Di Clemente, producteur de films italien († 2 janvier 2018).
  - Tom Wilkinson, acteur britannique († 30 décembre 2023).
- 6 février : José Luis Capón, footballeur international espagnol († 29 mars 2020).
- 7 février : Jimmy Greenspoon, claviériste et compositeur américain († 2015).
- 8 février :
  - Jean-Marc Cormier, écrivain québécois, conseiller en communication, auteur-compositeur.
  - Jan Góra, prêtre catholique dominicain polonais († 2015).
  - Jang Ok-rim, joueuse nord-coréenne de volley-ball.
- 9 février :
  - Claude Besson, auteur-compositeur-interprète et musicien français († 23 mars 2019).
  - Greg Stafford, auteur de jeux de rôle, chaman et écrivain américain († 11 octobre 2018).
- 11 février : Bernard Bonnet, homme d'État français.
- 13 février : Jean-Yves Potel, écrivain français
- 14 février : Jean-François Doré, animateur de radio et de télévision canadien († 2016).
- 15 février : Alain Meilland, chanteur, comédien, metteur en scène libertaire français († 15 octobre 2017).
- 17 février :
  - Jacques Daoust, homme d'affaires, administrateur et homme politique canadien († 2017).
  - Claude Le Pen, économiste français († 6 avril 2020).
- 18 février : 
  - Patrick Poivey, doubleur français († 16 juin 2020).
  - Michel Elias, comédien et chanteur français.
- 19 février :
  - Pim Fortuyn, homme politique néerlandais assassiné lors de son mandat de premier ministre († 6 mai 2002).
  - Byron K. Lichtenberg, astronaute américain.
  - Big John Studd, catcheur et acteur américain († 20 mars 1995).
  - Raúl Grijalva, politicien américain et Représentant des États-Unis d'Amérique de 2003 à 2025 († 13 mars 2025).
- 21 février :
  - Djibo Leyti Kâ, homme politique sénégalais  († 14 septembre 2017).
  - Michel Lamothe, musicien canadien († 25 mars 2019).
  - Christian Vander, musicien français.
- 22 février : 
  - Arturo Philip, psychiatre argentin († 31 octobre 2015).
  - Linda de Suza, chanteuse lusophone et francophone d'origine portugaise († 28 décembre 2022).
- 24 février : Jayalalitha Jayaram, ancienne actrice tamoule et femme politique indienne († 5 décembre 2016).
- 25 février :
  - Georges Bertin, sociologue français († 2 février 2022).
  - Bernard Bosson, homme politique français († 13 mai 2017).
- 26 février : Djuro Šorgić, footballeur yougoslave puis croate († 21 octobre 2012).
- 27 février :
  - Zdravko Tolimir, général serbe de Bosnie († 8 février 2016).
  - Féodor Atkine, Acteur français d'origine russo-polonaise
- 28 février :
  - Geoff Nicholls, claviériste, guitariste et multi-instrumentiste britannique († 28 janvier 2017).
  - Bernadette Peters, actrice et chanteuse américaine.
- 29 février :
  - Arthur Van De Vijver, coureur cycliste belge († 9 mars 1992).
  - Gérard Darmon, acteur et chanteur franco-marocain.

## Mars
- 2 mars : Rory Gallagher, guitariste et chanteur de blues irlandais († 14 juin 1995).
- 3 mars :
  - Joe Napolitano, réalisateur américain († 23 juillet 2016).
  - Snowy White, guitariste de rock britannique.
- 4 mars : Chris Squire, musicien britannique, bassiste-chanteur du groupe rock progressif Yes († 28 juin 2015).
- 5 mars :
  - Paquirri (Francisco Rivera Pérez), matador espagnol († 26 septembre 1984).
  - Eddy Grant, chanteur et claviériste britannique.
  - Jean-Jacques Salgon, auteur français.
- 6 mars : Guy Montagné, humoriste et comédien français.
- 7 mars :
  - Alexandre Mathis, romancier français.
  - Michel Richard, cuisinier français († 13 août 2016).
- 8 mars :
  - Diane Allen, femme politique américaine.
  - Peggy March, chanteuse américaine.
- 9 mars : 
  - Fumio Karashima, pianiste de jazz japonais († 24 février 2017).
  - Franck Nivault, footballeur français († 30 septembre 2011).
- 11 mars : Jim McMillian, basketteur américain († 16 mai 2016).
- 12 mars : Les Holroyd, musicien britannique, fondateur du groupe BJH.
- 13 mars : Séry Bailly, universitaire, académicien, écrivain et homme politique ivoirien († 2 décembre 2018).
- 14 mars :
  - Tom Coburn, homme politique américain († 28 mars 2020).
  - Philippe Maystadt, homme politique belge († 7 décembre 2017).
- 15 mars :
  - Serge Mesonès, footballeur, militant politique et auteur d'ouvrages sportifs français († 1er novembre 2001).
  - David Albahari, écrivain serbe († 30 juillet 2023).
- 16 mars :
  - Richard Desjardins, musicien québécois.
  - James Otis, acteur américain († 3 mars 2020).
- 17 mars :
  - William Gibson, écrivain américain.
  - Jessica Williams, pianiste de jazz américaine († 12 mars 2022).
- 18 mars  : Patrice Desbiens, écrivain québécois.
- 19 mars :  Christian Jolibois, auteur français.
- 20 mars : Níkos Papázoglou, chanteur, musicien, compositeur et producteur grec († 17 avril 2011).
- 22 mars : Françoise Houdart, autrice belge.
- 23 mars : David Olney,  auteur-compositeur et interprète folk Americana américain († 18 janvier 2020).
- 24 mars : Jerzy Kukuczka, alpiniste polonais († 24 octobre 1989).
- 26 mars :
  - Maurice Hardouin, footballeur français († 29 mars 2019).
  - Richard Tandy, musicien britannique Electric Light Orchestra († 1er mai 2024).
  - Steven Tyler, chanteur du groupe Aerosmith.
  - Frédéric Pascal, matador français.
- 27 mars : Jens-Peter Bonde, homme politique danois († 4 avril 2021).
- 28 mars : Irruppam Veedu Sasidaran, réalisateur indien († 24 octobre 2017).
- 30 mars : 
  - Richard Gotainer, chanteur français.
  - Biri Biri, footballeur gambien († 19 juillet 2020).
- 31 mars : Al Gore, homme d'affaires et homme politique américain.

## Avril
- 1er avril :
  - István Gyenesei, homme politique hongrois  († 21 mars 2024).
  - Paul Myners, homme d'affaires et homme politique britannique († 16 janvier 2022).
- 2 avril :
  - Lazhar Bououni, juriste, professeur d'université, diplomate et homme politique tunisien († 14 octobre 2017).
  - Zbigniew Kwaśniewski, footballeur polonais († 29 juin 2017).
  - Jim McDaniels, joueur de basket-ball américain († 6 septembre 2017).
  - Jean Solé, dessinateur de bandes dessinées français.
- 3 avril : 
  - Carlos Salinas de Gortari, président du Mexique entre 1988 et 1994.
  - Monique LaRue , écrivaine québécoise.
- 4 avril : 
  - Dan Simmons, écrivain américain.
  - Diane Guérin, chanteuse et actrice québécoise († 18 septembre 2022).
- 5 avril : Dave Holland, batteur de rock britannique († 16 janvier 2018).
- 7 avril :
  - Pietro Anastasi, footballeur international italien († 17 janvier 2020).
  - Dallas Taylor, batteur américain († 18 janvier 2015).
- 9 avril :
  - Badja Djola, acteur américain († 8 janvier 2005).
  - Bernard-Marie Koltès, écrivain français († 15 avril 1989).
- 10 avril : Isgandar Hamidov, homme politique azerbaïdjanais († 26 février 2020).
- 11 avril : 
  - Gueorgui Iartsev, joueur et entraîneur de football soviétique († 15 juillet 2022).
  - Bédu, écrivain français
- 13 avril : Guy Harpigny, 100e évêque de Tournai.
- 14 avril :
  - Manno Charlemagne, auteur-compositeur-interprète engagé et homme politique haïtien († 10 décembre 2017).
  - Jan Michalik, lutteur polonais († 26 janvier 2022).
- 16 avril : René Durand, écrivain français.
- 17 avril : 
  - François Gèze, éditeur français († 28 août 2023).
  - George Wendt, acteur américain († 20 mai 2025).
- 18 avril : Régis Wargnier, réalisateur de film français.
- 19 avril :
  - Évelyne Dhéliat, speakerine et présentatrice de télévision française.
  - Francisco Calvo Serraller, historien, essayiste, critique d'art, journaliste et universitaire espagnol († 16 novembre 2018).
- 20 avril :
  - Emmanuel Dungia, diplomate congolais († 1er février 2006).
  - Gregory Itzin, acteur américain († 8 juillet 2022).
  - Michèle Bayar, écrivaine française.
- 22 avril : Zoran Modli, journaliste, animateur de radio et aviateur yougoslave puis serbe († 23 février 2020).
- 23 avril : Pascal Quignard, écrivain français.
- 25 avril : 
  - Péter Andorai, acteur hongrois († 1er février 2020).
  - Jean-Michel Delacomptée, écrivain français
- 26 avril : Alan Haworth, homme politique du parti travailliste britannique († 28 août 2023).
- 27 avril : Frank Abagnale, Jr., ancien imposteur et consultant en sécurité américain.
- 28 avril : Terry Pratchett, écrivain britannique († 12 mars 2015).
- 30 avril : 
  - Jacky, animateur de télévision français.
  - Perry King, acteur et réalisateur américain.
  - Jocelyne Saab, réalisatrice, photographe et plasticienne franco-libanaise († 9 janvier 2019).

## Mai
- 4 mai :
  - Roberto Burgos Cantor, écrivain colombien († 16 octobre 2018).
  - Graham McVilly, coureur cycliste australien († 21 avril 2002).
  - George Tupou V, roi des Tonga († 18 mars 2012).
- 5 mai :
  - Anna Bergman, actrice suédoise.
  - Chantal Ladesou, actrice et humoriste française.
- 6 mai :
  - John F. Brock, Président du conseil d'administration d'une société anonyme et directeur général de Coca-Cola Enterprises (CCE).
  - Pol Calet, homme politique belge de langue française.
  - Jacques Israelievitch, violoniste français († 5 septembre 2015).
- 7 mai : Mariann Aalda, actrice américaine.
- 8 mai :
  - Maurizio Nichetti, acteur, réalisateur et scénariste italien.
  - Jackie Orszaczky, musicien, arrangeur et producteur de disque hongrois († 3 février 2008).
- 10 mai : Samantha, chanteuse belge († 17 novembre 2023).
- 11 mai : Emmanuel Lamy, homme politique français († 24 mai 2017).
- 12 mai :
  - Josip Katalinski, footballeur yougoslave († 9 juin 2011).
  - Ivan Král, musicien, guitariste et compositeur tchécoslovaque puis tchèque naturalisé américain († 2 février 2020).
- 13 mai :
  - Daniel Russo, comédien et scénariste français.
  - Hugot, écrivain français
  - Jo Hoestlandt, écrivaine française
  - Marie-Noëlle Pelloquin, écrivaine française
- 14 mai :
  - Richard Correll, acteur, réalisateur, producteur et scénariste américain.
  - Ben-Ami Koller, peintre expressionniste français († 15 décembre 2008).
- 15 mai :
  - Brian Eno, musicien britannique.
  - Nikolai Gorbachev, céiste soviétique puis biélorusse († 9 avril 2019).
- 16 mai : 
  - Mariano Gago, universitaire et homme politique portugais († 17 avril 2015).
  - Reinhilde Decleir, actrice et réalisatrice de télévision et de théâtre belge († 6 avril 2022).
- 17 mai : Julián Cuevas, coureur cycliste espagnol († 1er novembre 2000).
- 18 mai : 
  - Bruno Devoldère, acteur français († 15 février 2008).
  -  Rodolphe , auteur de bande dessinées français
- 19 mai :
  - Jean-Pierre Haigneré, spationaute français.
  - Grace Jones, mannequin, chanteuse et actrice américaine.
  - Sami Clark, chanteur libanais († 20 février 2022).
- 20 mai : Aleksandr Timoshinin, rameur soviétique puis russe († 26 novembre 2021).
- 22 mai :
  - Laurent Rossi, auteur-compositeur-interprète français († 20 août 2015).
  - Pierre de Saintignon, homme politique français († 9 mars 2019).
- 23 mai : Ashraf Rashid, général pakistanais († 2 octobre 2004).
- 24 mai : Christian Nourrichard, évêque catholique français, évêque d'Évreux.
- 25 mai : 
  - Klaus Meine, chanteur du groupe de hard rock Scorpions.
  - Johannes Willms, historien et journaliste allemand († 11 juillet 2022).
- 26 mai : Corinne Le Poulain, actrice française († 10 février 2015).
- 27 mai : Alexander A. Volkov, cosmonaute ukrainien.
- 29 mai : Jean Legrez, évêque catholique français, dominicain et évêque de Saint-Claude.
- 30 mai : 
  - Abdelaziz Maloufi, footballeur international algérien.
  - Alicja Majewska, chanteuse polonaise.
- 31 mai :
  - Manuela Serra, cinéaste portugaise.
  - John Bonham, batteur britannique du groupe Led Zeppelin († 25 septembre 1980).

## Juin
- 1er juin : 
  - Powers Boothe, acteur américain († 14 mai 2017).
  - Jiřina Kadlecová, joueuse tchécoslovaque de hockey sur gazon.
- 2 juin :
  - Jerry Mathers, acteur américain.
  - Alberto Teta Lando, chanteur et musicien angolais († 14 juillet 2008).
- 3 juin : Luca De Filippo, acteur et metteur en scène de théâtre italien († 27 novembre 2015).
- 4 juin : Paquito d'Rivera, saxophoniste et clarinettiste cubain.
- 7 juin : Jim Walton, entrepreneur américain.
- 8 juin : Ian Bennett, homme politique canadien († 22 janvier 2018).
- 9 juin : 
  - Serge Lapébie, coureur cycliste français († 2 octobre 1991).
  - Francescantonio Nolè, franciscain conventuel et archevêque italien († 15 septembre 2022).
  - André Juillard, dessinateur et scénariste de bandes dessinées français († 31 juillet 2024).
- 10 juin : 
  - Hubert Herbreteau, évêque catholique français, évêque d'Agen.
  -  Daniel Bernard  : écrivain français
- 12 juin : Len Wein, éditeur et scénariste de bandes dessinées américain († 10 septembre 2017).
- 13 juin : Fanch Vidament, peintre français  († 11 novembre 1982).
- 14 juin : Michèle Rakotoson, écrivain malgache.
- 15 juin : Jacques Trovic, artiste français  († 27 octobre 2018).
- 16 juin : Taïeb Louhichi, réalisateur tunisien († 21 février 2018).
- 18 juin : Philip Jackson, acteur britannique.
- 19 juin : 
  - Nick Drake, auteur-compositeur-interprète britannique († 25 novembre 1974).
  - Andrea Milani Comparetti, mathématicien et astronome italien († 28 novembre 2018).
  - Phylicia Rashād, chanteuse, actrice de cinéma, de télévision et de théâtre et productrice afro-américaine.
- 20 juin : Gary E. Payton, astronaute américain.
- 21 juin :
  - Don Airey, musicien britannique, claviériste du groupe Deep Purple.
  - Larbi Othmani, footballeur français († 30 mars 2019).
  - Andrzej Sapkowski, écrivain polonais.
- 23 juin : 
  - Clarence Thomas, juge à la Cour suprême des États-Unis.
  - Jean-Pierre Croquet, écrivain français
- 24 juin :
  - Armando Calderón Sol, avocat, homme d'affaires et homme politique salvadorien († 9 octobre 2017).
  - Janet Museveni, femme politique ougandaise.
- 26 juin : 
  - Ali Chaouch, homme politique tunisien († 17 août 2020).
  - Paul Severs, chanteur, musicien et auteur-compositeur belge d'expression flamande († 9 avril 2019).
- 29 juin :
  - Yvan Blot, haut fonctionnaire, homme politique et essayiste français  († 10 octobre 2018).
  - Freddy Girón, matador vénézuélien.
  - Ian Paice, musicien britannique, batteur du groupe Deep Purple.

## Juillet
- 1er juillet : Jean Besson, sénateur français.
- 4 juillet : Frank Schrauwen, footballeur belge († 26 décembre 2005).
- 5 juillet : Alain Nadaud, écrivain français († 12 juin 2015).
- 6 juillet :
  - Nathalie Baye, actrice française.
  - Karel Neffe, rameur tchèque († 13 février 2020).
  - Wadih Saadeh, poète et journaliste libanais.
- 7 juillet : Barry Mills, un des principaux chefs de l'Aryan Brotherhood († 8 juillet 2018).
- 12 juillet : 
  - Ben Burtt, designer sonore et monteur américain.
  - Richard Simmons, acteur et producteur américain († 13 juillet 2024).
  - Jay Thomas, acteur, humoriste et animateur de radio américain († 24 août 2017).
- 13 juillet : 
  - Catherine Breillat, réalisatrice et[scénariste française.
  - Eugène Aouélé Aka, homme politique ivoirien.
  - Élise Fischer, femme de lettres, journaliste et romancière française spécialisée sur la Lorraine († 25 décembre 2023).
- 14 juillet : Goodwill Zwelithini kaBhekuzulu, monarque sud-africain († 12 mars 2021).
- 15 juillet :
  - Anne Sinclair, journaliste française d'origine américaine.
  - Józef Wesołowski, prélat catholique polonais († 27 août 2015).
- 16 juillet : 
  - Pawan Kumar Bansal, un homme politique indien.
  - Pinchas Zukerman, violoniste israélien.
- 17 juillet : Luc Bondy, metteur en scène, acteur et réalisateur suisse († 28 novembre 2015).
- 18 juillet :
  - Ruud Geels, footballeur néerlandais († 18 novembre 2023).
  - Alexander Ushakov, biathlète soviétique († 14 août 2024).
- 20 juillet : Françoise Rudetzki, dirigeante d'entreprise française († 17 mai 2022).
- 21 juillet :
  - Mikhaïl Zadornov, humoriste russe († 10 novembre 2017).
  - Cat Stevens, musicien britannique.
  - Hubert-Félix Thiéfaine, chanteur français.
  - Garry Trudeau, dessinateur.
- 25 juillet :
  - Judith Brouste, poétesse française
  - Brian Stableford, écrivain britannique († 24 février 2024).
- 26 juillet :
  - Rita Barberá, femme politique espagnole († 23 novembre 2016).
  - Annelise Høegh, femme politique norvégienne († 27 mars 2015).
  - Leon Vitali, acteur britannique († 20 août 2022).
- 27 juillet : 
  - Betty Thomas, actrice, productrice et réalisatrice américaine.
  - Christopher Jackson, organiste, claveciniste et chef de chœur canadien († 25 septembre 2015).
  - Hans Rosling, médecin, théoricien, statisticien et conférencier suédois († 7 février 2017).
- 29 juillet : 
  - Neal Walk, joueur de basket-ball américain († 4 octobre 2015).
  - Meir Shalev, écrivain israélien († 11 avril 2023).
- 30 juillet :
  - Andrés Hernández Ros, homme politique espagnol († 26 juin 2016).
  - Sigurður Pálsson, poète, écrivain et traducteur islandais († 19 septembre 2017).
  - Jean Reno, comédien français.
- 31 juillet : Alain Nadaud, écrivain français († 12 juin 2015).

## Août
- 1er août : 
  - Joyanti Chutia, physicienne indienne.
  - Abdelmalek Sellal, homme politique et diplomate algérien.
- 2 août : Michael Sorkin, architecte urbaniste américain († 26 mars 2020).
- 3 août :
  - Gilles Delouche, universitaire français († 20 janvier 2020).
  - Stanislas Lalanne, évêque catholique français.
  - Jean-Pierre Raffarin, homme politique français.
- 5 août :
  - Carole Laure, actrice, chanteuse, scénariste et productrice canadienne.
  - Tony DiCicco, joueur puis entraineur de soccer américain († 19 juin 2017).
- 6 août : Mark Golden, historien canadien († 9 avril 2020).
- 7 août : Jorge Silva Melo, metteur en scène, scénariste, réalisateur et acteur portugais († 14 mars 2022).
- 8 août : Svetlana Savitskaïa, seconde spationaute russe.
- 10 août : François Chaslin, architecte, critique d’architecture et producteur de radio français († 7 août 2025).
- 12 août : Claude Dilain, homme politique français († 3 mars 2015).
- 13 août : Kathleen Battle, soprano américaine.
- 14 août :
  - Abdul Quader Molla, chef islamiste, homme politique et écrivain bangladais († 12 décembre 2013).
  - Boris Pergamenchtchikov, violoncelliste soviétique puis russe († 30 avril 2004).
- 15 août : Mahmoud Hashemi Shahroudi, religieux chiite et homme politique iranien († 24 décembre 2018).
- 16 août : Patrick Balkany, homme politique français.
- 17 août : Allain Bougrain-Dubourg, journaliste, producteur et réalisateur de télévision français.
- 18 août : El Inglés (Frank Evans Kelly), matador britannique.
- 19 août : 
  - Walter Crommelin, acteur néerlandais.
  - Ian McElhinney, acteur britannique.
  - Michel Gaudart de Soulages, avocat et écrivain franco-canadien († 26 février 2025).
- 20 août :
  - Pierre Gosnat, homme politique français († 25 janvier 2015).
  - Trinh Xuan Thuan, astrophysicien et écrivain  vietnamo-américain, d'expression principalement française.
  - Robert Plant, chanteur harmoniciste et tambourin du groupe de rock britannique Led Zeppelin.
- 21 août : Robert Hazard, auteur-compositeur, musicien et interprète américain († 5 août 2008).
- 24 août : 
  - Alexander McCall Smith, écrivain zimbabwéen d'origine écossaise.
  - Jean Michel Jarre, compositeur français.
  - Michel Papineschi, doubleur français.
  - Sauli Niinistö, président en fonction de la Finlande.
- 26 août : Jean-Paul Corbineau, musicien français († 16 décembre 2022).
- 27 août : 
  - Christophe Dabiré, économiste et homme d'État burkinabé.
  - Bodys Isek Kingelez, sculpteur congolais († 14 mars 2015).
- 28 août : Vonda McIntyre, écrivaine de science-fiction américaine († 1er avril 2019).
- 29 août :
  - António Francisco dos Santos, évêque catholique portugais († 11 septembre 2017).
  - Charles David Walker, astronaute américain.
- 30 août :
  - José Pablo García Castany, footballeur espagnol († 16 juin 2022).
  - Victor Skumin, scientifique russe.
  - Jean-Louis Georgelin, général français († 18 août 2023).
- 31 août : Rudolf Schenker, guitariste du groupe Scorpions.

## Septembre
- 1er septembre :
  - Francis Boespflug, producteur et distributeur français de cinéma d'origine germano-autrichienne († 6 novembre 2018).
  - Andrzej Rapacz, biathlète polonais († 7 février 2022).
- 2 septembre : Christa McAuliffe, enseignante et astronaute américaine († 28 janvier 1986).
- 4 septembre : Hans Koch, instrumentiste à vent à anche simple (clarinette, clarinette basse, clarinette contrebasse, saxophone soprano et ténor, électronique, sampling, séquenceur) suisse et compositeur.
- 5 septembre : Benita Ferrero-Waldner, femme politique autrichienne.
- 8 septembre :
  - Andrzej Kapiszewski, sociologue et diplomate polonais († 5 mai 2007).
  - Jean-Pierre Monseré, coureur cycliste belge († 15 mars 1971).
  - Andrzej Szymczak, handballeur polonais († 6 septembre 2016).
  - Nicole Lambert, écrivaine française de bande dessinées.
- 10 septembre :
  - Bob Lanier, joueur de basket-ball américain († 10 mai 2022).
  - Charles Simonyi, touriste spatial américain.
  - Margaret Trudeau, ancienne Première dame du Canada.
- 13 septembre : 
  - Kunio Hatoyama, homme politique japonais († 21 juin 2016).
  - Sitiveni Rabuka, personnalité politique fidjien.
- 14 septembre : Reynaldo González López, dirigeant sportif cubain, membre du Comité international olympique († 4 juillet 2015).
- 15 septembre : Eddy Verstraeten, coureur cycliste belge († 7 décembre 2005).
- 17 septembre :
  - Raphy Leavitt, compositeur portoricain († 5 août 2015).
  - Kemal Monteno, auteur-compositeur-interprète et acteur bosnien († 21 janvier 2015).
  - John Ritter, acteur, humoriste et producteur américain († 11 septembre 2003).
- 18 septembre : Dominique Chapatte, journaliste, animateur et producteur de télévision.
- 19 septembre :
  - Monica Swinn, actrice belge.
  - Jeremy Irons, acteur et réalisateur britannique.
  - Mihai Timofti, metteur en scène, acteur, musicien, réalisateur et professeur moldave.
- 20 septembre :
  - George R. R. Martin, auteur de science-fiction et de fantasy, scénariste et producteur de télévision américain.
  - Bernard Masson, coureur cycliste français († 22 décembre 1977).
  - Tommy Peoples, violoniste irlandais († 4 août 2018).
- 21 septembre :
  - Rebecca Balding, actrice américaine († 18 juillet 2022).
  - Jacques Bral, cinéaste et dessinateur français († 17 janvier 2021).
  - Henry Butler, pianiste de jazz américain († 2 juillet 2018).
- 22 septembre :
  - Richard Alonso, joueur de rugby français († 28 avril 2022).
  - Éric Bouad, musicien et comédien français, membre du groupe Les Musclés.
  - Neftalí Rivera, joueur de basket-ball portoricain († 23 décembre 2017).
- 24 septembre : Phil Hartman, acteur, humoriste et scénariste canadien († 28 mai 1998).
- 25 septembre :

```
** 
Jens Nilsson
, homme politique suédois († 
13 mars 2018
).
** 
Anne-Marie Desplat-Duc
, écrivaine française.
```

- 26 septembre :
  - Kazuo Sakurada, catcheur japonais († 12 janvier 2020).
  - Olivia Newton-John, chanteuse et actrice anglo-australienne († 8 août 2022).
  - Vladimir Remek, spationaute tchèque.
  - Michel Schetter, écrivain français
- 27 septembre : Véronique Colucci, personnalité française de l'aide humanitaire († 6 avril 2018).
- 28 septembre : Levent Kırca, acteur, journaliste et homme politique turque († 12 octobre 2015).
- 29 septembre :
  - Jack Dromey, homme politique et syndicaliste britannique († 7 janvier 2022).
  - Theo Jörgensmann, clarinettiste de jazz allemand.
- 30 septembre : Shakti Gawain,  écrivaine américaine († 11 novembre 2018).

## Octobre
- 1er octobre : Peter Blake, navigateur néo-zélandais († 6 décembre 2001).
- 2 octobre :
  - Avery Brooks, acteur américain.
  - Michael Rapoport, mathématicien américain.
- 4 octobre : Alfred Lecerf, homme politique belge († 7 février 2019).
- 5 octobre :
  - Plácida Espinoza, éducatrice, syndicaliste et femme politique bolivienne.
  - Marcel Otte, préhistorien belge.
  - Anna Tavano, athlète handisport française († 18 décembre 2012).
- 6 octobre :
  - Glenn Branca, compositeur et guitariste américain († 13 mai 2018).
  - Juan Díaz Sánchez, footballeur espagnol († 3 avril 2013).
- 8 octobre :
  - Claude Jade, actrice française († 1er décembre 2006).
  - Johnny Ramone, musicien américain, guitariste des Ramones († 15 septembre 2004).
- 9 octobre : Jackson Browne, musicien, chanteur, compositeur américain.
- 10 octobre : Marcella Frangipane, archéologue italienne.
- 11 octobre :
  - Eduardo Enríquez Maya, homme politique colombien († 14 avril 2021).
  - Elias Skaff, homme politique libanais († 10 octobre 2015).
  - Peter Kodwo Appiah Turkson, cardinal ghanéen.
- 12 octobre : Rick Parfitt, guitariste/chanteur du groupe anglais Status Quo († 24 décembre 2016).
- 13 octobre :
  - Nusrat Fateh Ali Khan, musicien pakistanais († 16 août 1997).
  - Célestin Kabuya Lumuna Sando, homme politique congolais († 19 novembre 2020).
  - Nina Rocheva, fondeuse soviétique puis russe († 8 janvier 2022).
- 14 octobre :
  - Eduardo Bonomi, homme politique uruguayen († 20 février 2022).
  - Gérard Boulanger, avocat, militant des droits de l'homme, essayiste et homme politique français († 8 juin 2018).
- 15 octobre : Gaston Godin, chercheur québécois.
- 17 octobre : Margot Kidder, actrice et productrice canadienne naturalisée américaine († 13 mai 2018).
- 18 octobre :
  - Ntozake Shange, nom de plume de Paulette Linda Williams, actrice, écrivaine et chorégraphe américaine († 27 octobre 2018).
  - Mixel Thikoipe, auteur et musicien français († 18 juillet 2017).
- 20 octobre :
  - Jacques Boulas, coureur cycliste français († 29 septembre 1990).
  - Luigi Maria Burruano, acteur italien († 10 septembre 2017).

- 21 octobre : Daniel Picouly, écrivain français
- 22 octobre : François Leccia, acteur français de doublage et première voix récurrente de Jean-Claude Van Damme († 12 juillet 2008).
- 23 octobre : François Digard, homme politique français († 30 juillet 2017).
- 24 octobre :
  - Phil Bennett, joueur de rugby gallois († 12 juin 2022).
  - Louis Pinton, homme politique français († 17 novembre 2016).
- 26 octobre : Viktor Matvienko, joueur de football international soviétique (ukrainien) († 29 novembre 2018).
- 27 octobre :
  - Jean-Claude Misac, coureur cycliste français († 10 septembre 1975).
  - Bernie Wrightson, dessinateur de bande dessinée et illustrateur américain († 18 mars 2017).
- 29 octobre : 
  - Kate Jackson, actrice, productrice et réalisatrice américaine.
  - Frans de Waal, primatologue néerlandais († 14 mars 2024).

## Novembre
- 1er novembre : Hans Aabech, footballeur danois († 8 janvier 2018).
- 2 novembre : Dmitri Smirnov, compositeur russo-britannique († 9 avril 2020).
- 3 novembre : Walter Lee Williams, professeur d'anthropologie américain.
- 4 novembre :
  - Alexis Hunter, peintre et photographe féministe néo-zélandaise († 24 février 2014).
  - Jean-Pierre Lhomme,  médecin et militant associatif français († 15 août 2017).
  - Pierre Ndaye Mulamba, footballeur congolais († 26 janvier 2019).
  - Amadou Toumani Touré, homme politique malien († 10 novembre 2020).
- 5 novembre :
  - Charles Bradley, chanteur américain († 23 septembre 2017).
  - Robert J. Cenker, astronaute américain.
  - Bernard-Henri Lévy, écrivain, philosophe et cinéaste français.
  - Hernán Silva Arce, arbitre de football chilien († 15 octobre 2017).
- 6 novembre : 
  - Glenn Frey, musicien, chanteur, compositeur et acteur américain († 18 janvier 2016).
  - Francine D'Amour : Poétesse Québécoise
- 8 novembre :
  - Dale A. Gardner, astronaute américain († 19 février 2014).
  - Li Ching, actrice hongkongaise († 22 février 2018).
- 9 novembre :
  - Bille August, réalisateur de cinéma danois.
  - Emmanuel Debarre, sculpteur français († 28 février 2020).
- 10 novembre :
  - Vincent Schiavelli, acteur américain († 26 décembre 2005).
  - Diane Torr, artiste, écrivaine et éducatrice canadienne spécialisée dans les performances notamment de drag († 31 mai 2017).
- 12 novembre :
  - Timothy Mickelson, rameur d'aviron américain († 30 août 2017).
  - Hassan Rohani, homme d'État, diplomate et universitaire iranien.
  - Michel Polacco : Romancier français
- 14 novembre : Charles III, roi du Royaume-Uni.
- 17 novembre : 
  - Jaime Huélamo, coureur cycliste espagnol († 31 janvier 2014).
  - Nana Rawlings, Première dame ghanéenne.
- 18 novembre :
  - Alain Planet, évêque catholique français, évêque de Carcassonne.
  - Gérard Weber, homme politique français († 17 novembre 2016).
  - Sonia Corrêa, activiste féministe et chercheuse brésilienne.
- 19 novembre : Antonio José Galán, matador espagnol († 12 août 2001).
- 20 novembre : 
  - Barbara Hendricks, soprano norvégienne d'origine américaine.
  - John R. Bolton, haut fonctionnaire américain.
- 21 novembre :
  - Deborah Shelton, actrice américaine.
  - Daniel Guichard, chanteur français.
  - Alphonse Mouzon, batteur et claviériste de jazz fusion américain († 25 décembre 2016).
- 22 novembre :
  - Radomir Antić, footballeur et entraineur yougoslave puis serbe († 6 avril 2020).
  - Claude Ponti, auteur d'albums jeunesse français
- 25 novembre : Antoine Sfeir, journaliste et politologue franco-libanais († 1er octobre 2018).
- 26 novembre : Galina Prozoumenchtchikova, nageuse russe qui a représenté l'Union soviétique († 19 juillet 2015).
- 28 novembre : Pascal Tsaty Mabiala, homme politique congolais.

## Décembre
- 3 décembre : Ozzy Osbourne, chanteur de Black Sabbath († 22 juillet 2025).
- 4 décembre :
  - Samba Bah, homme politique gambien († 23 octobre 2008).
  - Danièle Hazan, actrice française de doublage († 12 février 2024).
- 6 décembre : Yoshihide Suga, homme politique japonais.
- 8 décembre : Peter Blake, acteur britannique
- 12 décembre : Marcelo Rebelo de Sousa, juriste et homme d'État portugais.
- 15 décembre : Abla al-Kahlawi, prédicatrice et juriste islamiste († 25 janvier 2021).
- 17 décembre : Valeri Belooussov, joueur et entraîneur de hockey sur glace russe († 16 avril 2015).
- 18 décembre :
  - Mimmo Paladino, peintre et sculpteur italien.
  - Laurent Voulzy, chanteur français.
  - Edmund Kemper, tueur en série américain.
- 20 décembre : Francis Chouat, homme politique français († 27 juillet 2024).
- 21 décembre :
  - Samuel L. Jackson, acteur américain.
  - Willi Resetarits, chanteur et comédien autrichien, militant des droits de l'homme († 22 avril 2022).
- 23 décembre : 
  - Mehdi Attar-Ashrafi, haltérophile iranien († 9 janvier 2021).
  - Jack Ham, joueur américain de football américain.
  - Thierry Mugler, styliste français († 23 janvier 2022).
  - Jean-Noël Cuénod, romancier français
- 24 décembre : Michel Robert, cavalier, Champion de France.
- 25 décembre :
  - Bernard Alane, acteur français.
  - Noël Mamère, journaliste et homme politique français.
- 27 décembre : Gérard Depardieu, acteur, chanteur, réalisateur, producteur de cinéma, de télévision et de théâtre français.
- 28 décembre : Catherine Challandes, écrivaine suissesse
- 30 décembre : Danny Schock, joueur de hockey sur glace canadien († 15 juin 2017).
- 31 décembre : Viktor Afanassiev, cosmonaute russe.

## Date précise inconnue
- Muhlis Akarsu, ashik, chanteur et joueur de saz turc († 2 juillet 1993).
- Ahmad Allam-Mi, diplomate tchadien.
- Barbra Amesbury, auteure-compositrice-interprète et réalisatrice canadienne.
- Mamadou Dian Barry, homme politique guinéen († 18 novembre 2020).
- Christian Bouillé, peintre et dessinateur français († 26 juillet 2005).
- Adja Satú Camará, femme politique bissaoguinéenne
- Diango Cissoko, homme d'État malien († 4 avril 2022).
- Adama Drabo, cinéaste et auteur de théâtre malien († 15 juillet 2009).
- Abderhmane Kirouche, musicien marocain († 14 octobre 2012).
- Lai Siu Chiu, magistrate singapourienne, pionnière.
- Ndiaga Mbaye, griot et auteur-compositeur-interprète sénégalais († 13 février 2005).
- Mohammad Mirmohammadi, homme politique iranien † 2 mars 2020).
- Myrtle Palacio, dirigeante et femme politique bélizienne.
- Ali Qanso, homme politique libanais († 4 juillet 2018).
- Giorgio Ravegnani, historien italien.
- Bhajan Sopori, santouriste et compositeur indien († 2 juin 2022).
- Shin Sung-Hy, peintre abstrait coréen († octobre 2009).
- Nina Sibal, diplomate et romancière indienne († juin 2000).
- Thanh Tòng, acteur, chanteur, danseur et producteur de cinéma vietnamien († 22 septembre 2016).
- Stuart Williamson, sculpteur britannique.